# 潜水艦カッペリーニ号の冒険
『潜水艦カッペリーニ号の冒険』（せんすいかんカッペリーニごうのぼうけん）は、2022年1月3日に『新春ドラマスペシャル』としてフジテレビ系列で放送されたテレビドラマ。主演は二宮和也。

## 概要
1943年に日本に物資を輸送していたイタリアの遣日潜水艦「コマンダンテ・カッペリーニ」。母国が枢軸国である日本を裏切って連合国側に寝返っているとは露知らず、浮かれる乗組員たちを待っていたのは寝返りの情報を得て怒りの形相で睨みつける大日本帝国海軍少佐の速水洋平。怒りが収まらない速水は乗組員たちを捕虜として捕らえ、カッペリーニ号を改装して日本海軍に編入させたのち、その艦長を務めることになる。当初はあまりの価値観の違いから衝突してしまうことが多かった速水とイタリア人乗組員だったが、彼らの前向きな姿勢などに触れるうちに、速水は心を許すようになる。しかし、その友情すらも戦争の前で引き裂かれてしまうことになる。
本作は第二次世界大戦の最中に起きた実話を基に、構想25年を経て制作された日本人とイタリア人の国境を超えた友情と恋の物語である。
実話を基にしているものの、カッペリーニ号の到着した地点（日本本土ではなくシンガポール）、シンガポールに到着した時期（1943年7月上旬、イタリア降伏は9月8日）、本艦と共にシンガポールに駐留していたイタリア潜水艦2隻（ルイージ・トレッリ、レジナルド・ジュリアーニ）の存在、イタリア降伏時のイタリア軍対応（最高司令部は「イタリア海軍艦艇は連合国に降伏するか自沈せよ」と命じ、日本にいたイタリア各艦は貨客船コンテ・ヴェルデのように自沈を試みた）、接収後の艦名と所属（訪日時の仮称艦名は「アキラ3号」で、大本営の決定により僚艦2隻と共にドイツ海軍へ譲渡された。接収Uボート「UIT24」として運用され、日本海軍が接収したのは1945年5月8日のドイツ降伏後。7月15日付で「伊503」と命名）など、史実とは異なる部分もある。

## キャスト

### 案内役
池上彰

### 主要人物
速水洋平（はやみ ようへい）
演 - 二宮和也
大日本帝国海軍少佐。誰よりも強い愛国心を抱いており、誰よりも曲がったことが嫌い。2年間イタリアに留学しており、イタリア語を理解できる。
速水早季子（はやみ さきこ）
演 - 有村架純
小学校教員であり、速水の妹。
鈴木香苗（すずき かなえ）
演 - 愛希れいか
小学校教員であり、速水の思い人。
アベーレ
演 - ペッペ
潜水艦カッペリーニ号のイタリア人乗組員。日本名は阿部。
シモーネ
演 - ベリッシモ・フランチェスコ
潜水艦カッペリーニ号のイタリア人乗組員。日本名は下根。
アンジェロ
演 - パオロ
潜水艦カッペリーニ号のイタリア人乗組員。日本名は安寿。

### 大日本帝国海軍
尾上克郎
演 - 音尾琢真
大日本帝国海軍大尉であり、速水の部下。カッペリーニ号では、所謂、「先任」である。
阿部虎太
演 - 今野浩喜
大日本帝国海軍少佐。速水と同期。
廣田正
演 - 堤真一
大日本帝国海軍大佐であり、速水の上官。
通訳
演 - 大塚ヒロタ

乗組員兵士
演 - 風間晋之介、 數間優一、 奈良原大泰、 小川武倫

阿部の部下
演 - 齊藤友暁、 松原大貴、蒼井晶

### その他
高倉清人
演 - 野原壱太

農園講師
演 - 小木茂光

用務員ツネさん
演 - 小高三良

イタリア人艦長
演 - リカルド・B

イタリア国領事
演 - マヌ

望遠鏡を持つ男
演 - 加藤四朗

病院の老婆
演 - 今本洋子

病院の医師
演 - 足立学

町の男性
演 - 水野智則

町の女性
演 - 大浦理美恵

どらやきをくれた人
演 - 三上剛

パン屋さん
演 - 栗田昌治

## スタッフ
- 原作 - ホイチョイ・プロダクションズ
- 監督 - 馬場康夫（TVドラマ初演出）
- 脚本 - 澤本嘉光
- 脚本協力 - 阪東義剛、高橋かづゆき、草場滋、アンジェロ・コッツォリーノ
- 音楽 - 本間勇輔、本間廉太郎
- イタリア軍監修 - 吉川和篤
- イタリア軍衣装制作 - 怒面公司
- 日本海軍監修 - 原知崇
- 国旗考証 - 吹浦忠正
- 軍衣装協力 - 盛井健一
- 資料協力 - 国本康文、内田弘樹
- マンドリン指導 - 堀雅貴
- カッターボート指導 - 松尾晋、江原義一
- アクションアドバイザー - KASHIRA.D（大道寺俊典）
- 企画 - 狩野雄太
- プロデュース - 岩田祐二、蔵本憲昭
- 企画協力 - 石原隆、松崎薫、成河広明
- 制作協力 - 共テレ
- 制作著作 - フジテレビ

## メイキング特番
二宮和也主演「潜水艦カッペリーニ号の冒険」出航直前スペシャル！（2021年12月31日放送）
出演者：二宮和也、有村架純、宮司愛海（司会）、ペッペ、フランチェスコ・ベリッシモ、パオロ、元村悠（ナレーター）。

## ソフトウエア
フジテレビが発売しTCエンタテインメントが販売するBlu-ray及びDVDが2022年8月3日リリース。

## 評価
2022年1月3日に放送された本作はツイッタージャパンのトレンドランキング1位になった 。視聴率は4.9%だった（ビデオリサーチ調べ、世帯、関東地区）。